# Composition musicale
Ne doit pas être confondu avec Écriture musicale.

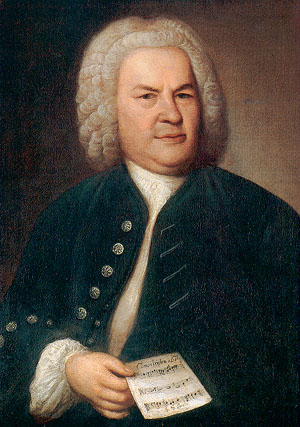
Johann Sebastian Bach est l'archétype du musicien complet. Choriste jusqu'à la mue, claveciniste, organiste, violoniste, maître de chapelle. La quasi-totalité de ses œuvres est ancrée dans sa pratique instrumentale et répond aux nécessités de ses fonctions.

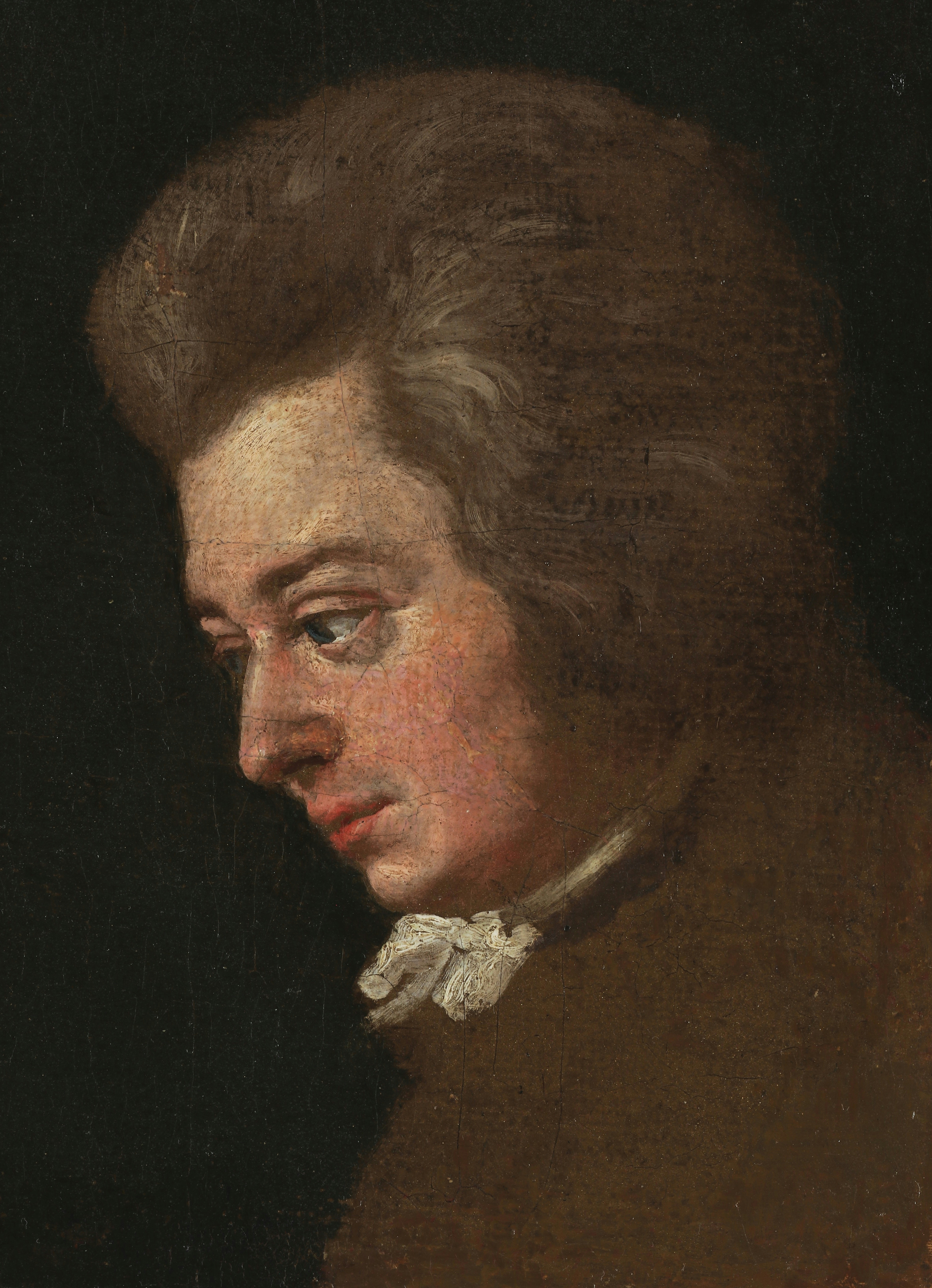
Wolfgang Amadeus Mozart est considéré comme le premier compositeur indépendant, cherchant à libérer la composition musicale des exigences d'une fonction.

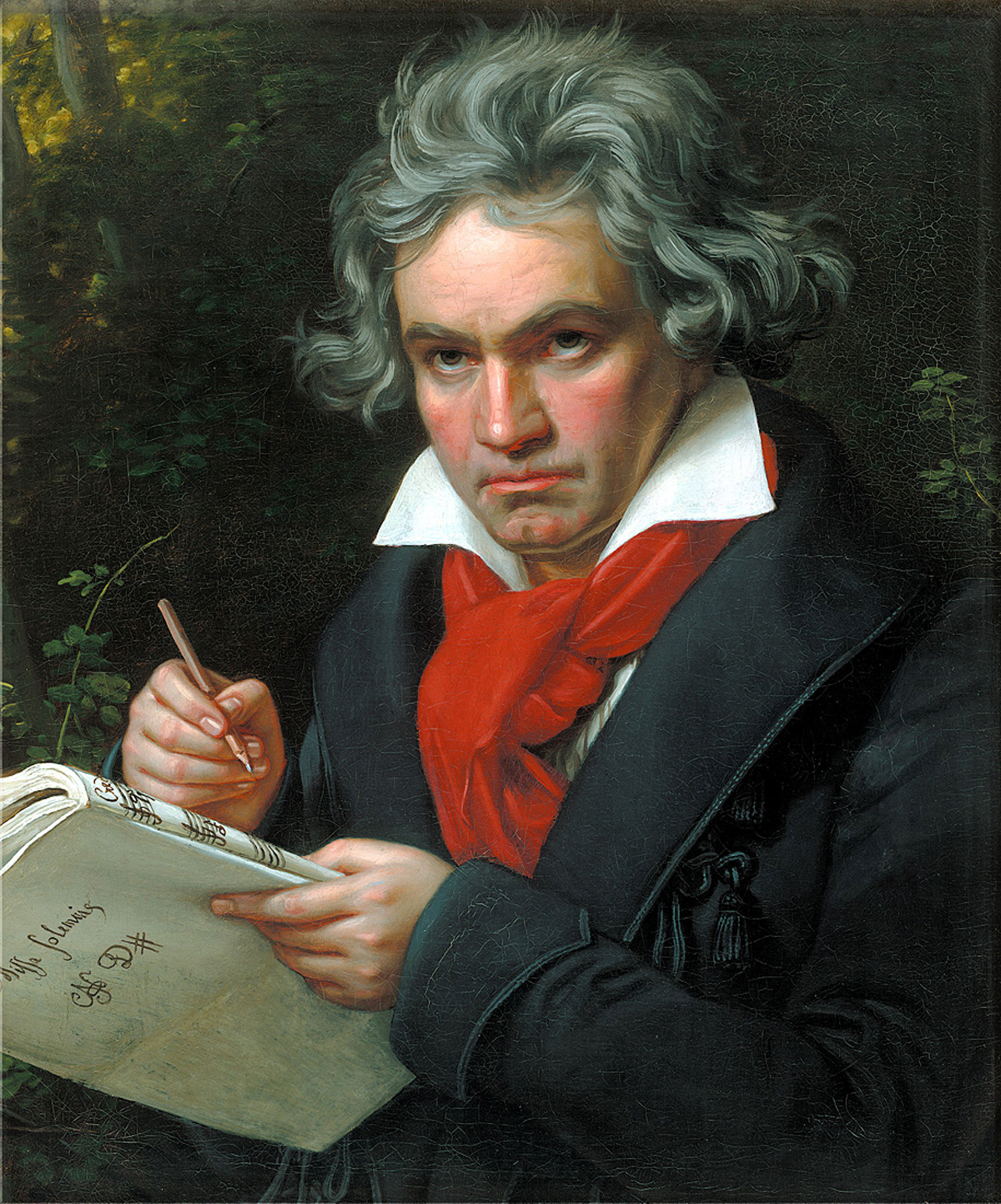
Ludwig van Beethoven en finira avec l'improvisation de cadences de concertos, qu'il écrit lui-même, prétextant la perte de niveau des pianistes en improvisation.

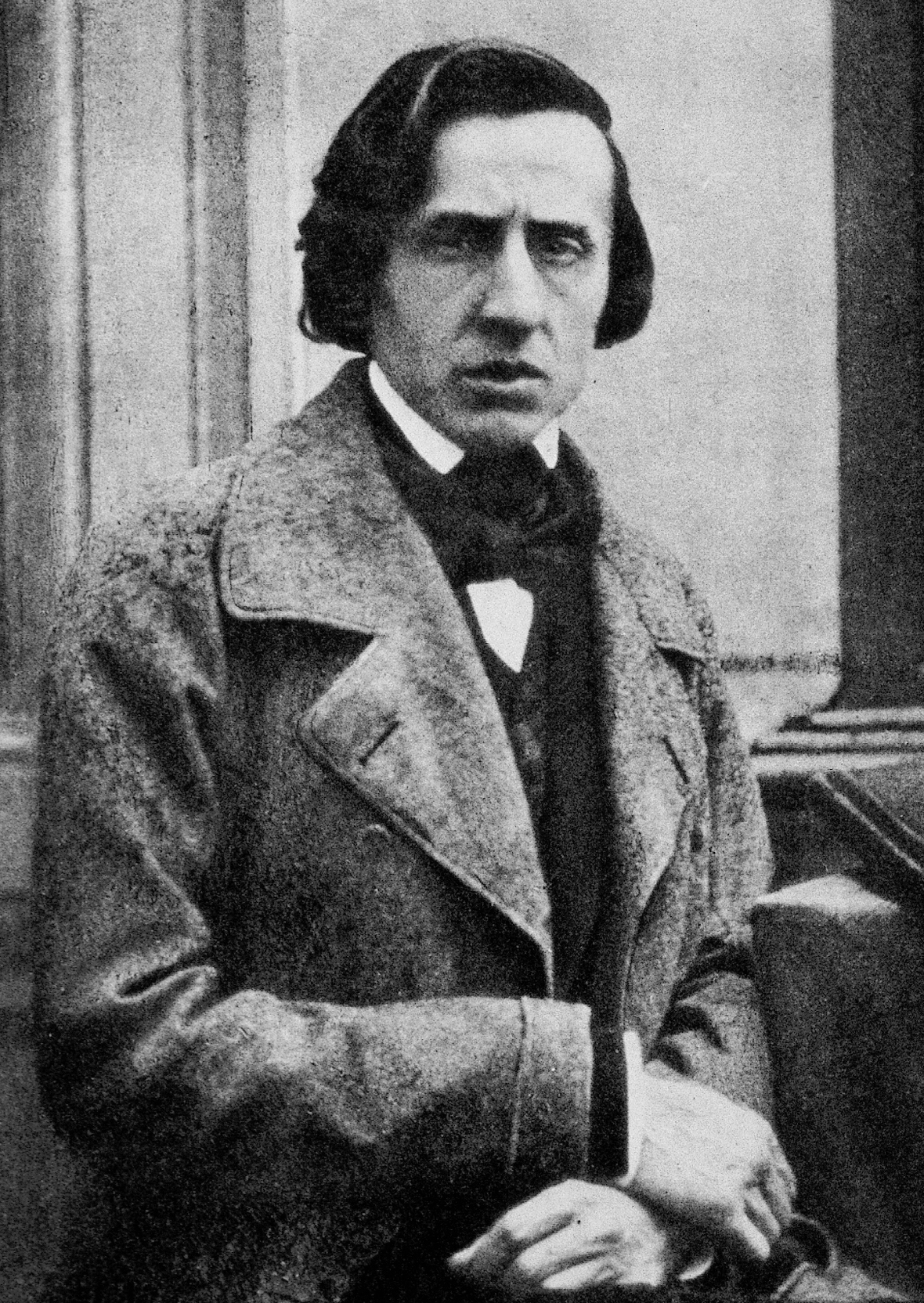
Frederic Chopin peut être considéré comme le compositeur-instrumentiste. Tout d'abord pianiste, ses compositions mettent presque systématiquement en scène cet instrument

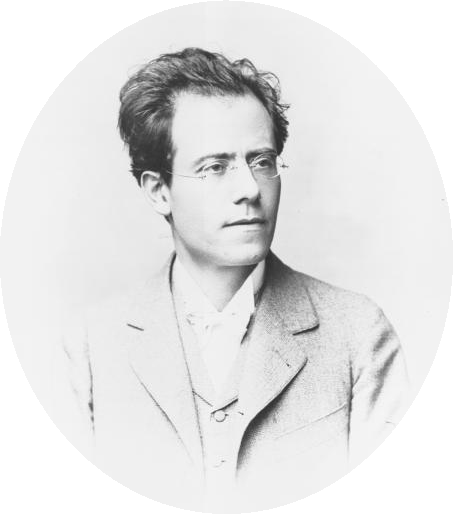
Gustav Mahler est un des premiers grands compositeurs à ne pas être passé par la formation d'organiste-improvisateur.

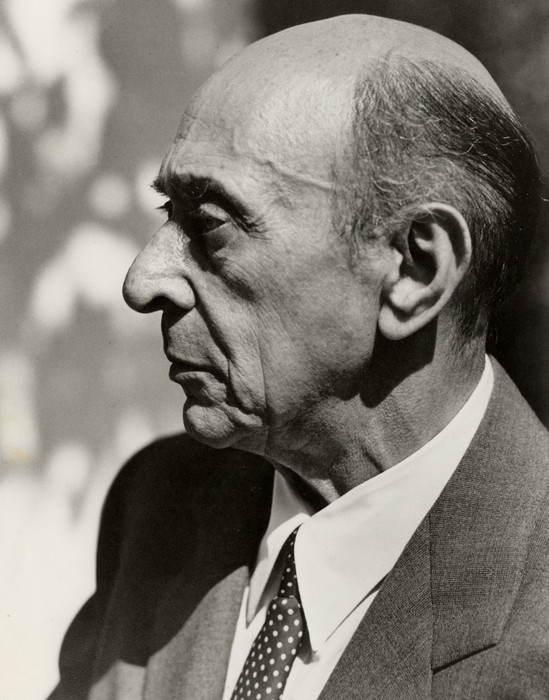
Arnold Schoenberg, prenant acte de l'impossibilité à créer de nouvelles possibilités expressives à la fin du post-romantisme, invente la dodécaphonie - l'abolition des notions de fonctions harmoniques - qui débouche sur l'égalité des hauteurs de notes sans prédominance tonale.

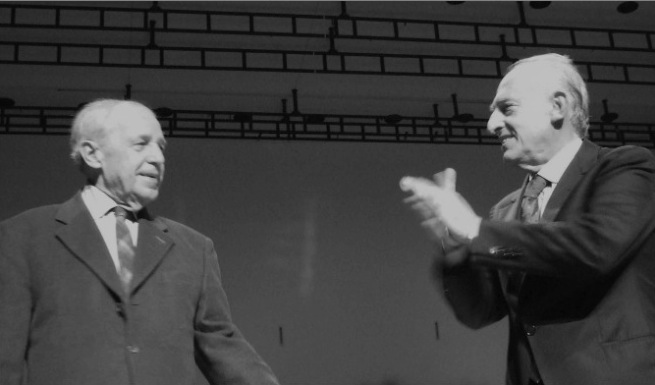
Pierre Boulez (gauche) est fondateur de l'IRCAM, un institut renommé pour la réflexion et les ressources mises à la disposition de la composition musicale.

La composition musicale est l'étape où le compositeur conçoit l'œuvre musicale de manière qu'elle corresponde à l'expression sonore de sa pensée. Elle précède l'interprétation par un tiers, qui s’apparente à une conduite inconsciente au moment du déchiffrage mais qui devient un geste appris.
Comme tout domaine artistique, la musique consiste à concevoir des œuvres. Celles-ci peuvent découler du désir de communiquer des sentiments ou des concepts plus abstraits ou se limiter à des ambitions purement esthétiques.
La composition musicale peut être tributaire des schémas que nous lèguent notre culture et notre histoire, mémoire de l'écoute, mémoire de l'apprentissage des structures cognitives qui nous sont familières (à partir du musilangage préhistorique). Mais la composition relève du domaine artistique quand elle dépasse le simple avatar musical, cherche parfois l'inédit par l'emploi de théories et techniques ou au contraire dans l'opposition à ces outils intellectuels.
Les théories (induites ou créées de fait) y jouent donc un rôle important, mais peuvent tout à fait être conçues a posteriori, découlant d'une réflexion musicologique sur l'œuvre. La création ex nihilo, abrupte, le happening, sont encore des formes de composition musicale.

## Définitions
Jusqu'au début du XXe siècle, la composition musicale demandait une acceptation large parmi les auditeurs, et devait être agréable à écouter. Elle se conformait aux règles du contrepoint et de l'harmonie. Apprendre la composition supposait alors une réflexion minimale sur le pourquoi de la création. L'art d'écrire passait par la transposition sur un support visuel (la partition) de ce que le compositeur cherchait à exprimer avec des sons. Le système de transcription (ou solfège) servait à produire une partition en notant au plus près les paramètres de hauteur, d'intensité et de durée que l'interprète aura à charge de recréer. De cette transcription a pu émerger une complexification de la forme musicale.
La technique compositionnelle y était alors déterminée à l'avance (orchestration, solfège, harmonie, notation). Le timbre musical n'a pris une importance qu'avec les traités d'orchestration du XIXe siècle et cette recherche s'est étendue à des instruments de musique et/ou des objets de la vie courante intégrés dans une recherche créatrice (revolver apparu dans le ballet Parade de Satie, machine à écrire chez Leroy Anderson).
Depuis lors, le développement de la notion d'œuvre musicale a intégré la composition dans ce processus créatif, qui s'effectue autant par un travail direct sur le son musical que par une recherche de timbres et un arrangement de ceux-ci. L'enregistrement puis la synthèse sonore (directe ou indirecte), se sont ajoutés aux outils de la composition musicale.
Les théories compositionnelles, pour élaborer certains processus neufs, peuvent donc dépasser l’empirisme de nos sensations immédiates, comme avec la composition avec un ordinateur faite dans les concerts de rock, et recenser dans la composition de musique dite « non populaire » des vues à plus long terme.
Les critères artistiques de la création ne peuvent cependant se dégager d’une étude en général par des critiques musicaux de schémas généraux. L’analyse ne peut que dégager des critères figés dans l’œuvre, et non l’ensemble du processus qui a abouti dans cette réalisation.

## Formation
Il existe au moins deux parcours de formation, séparés par deux siècles de pratique académique. Jusqu'au début du XIXe siècle, la formation menant à la pratique de la composition recouvrait le plus fréquemment un parcours de choriste, organiste, accompagnateur, improvisateur et violoniste, et donc basé dans la pratique musicale. La normalisation de l'éducation musicale qui s'est établie au cours du XIXe siècle a imposé le cursus suivant, plus ancré sur la formation intellectuelle ("à la table") avec des classes ordonnées de formation musicale : solfège - harmonie - contrepoint - fugue - composition.

## Pratique
Comme le soulignait Kant :
« Les beaux-arts ne sont possibles qu'en tant que productions du génie. Il en ressort que le génie est un talent qui consiste à produire ce pour quoi on ne saurait donner de règle déterminée : il n'est pas une aptitude à quoi que ce soit qui pourrait être appris d'après une règle quelconque ; par conséquent, sa première caractéristique doit être l'originalité. »
La création musicale, de façon identique, adopte des stratégies théoriques (génériques) qui reflètent l’histoire et évoluent à l'intérieur même de chaque création : rien de figé dans la composition ; ces stratégies sont destinées à impulser le changement, le mouvement, à partir de bases collectives.

### Théories et systèmes
Au cours des siècles, les règles et les systèmes ont surtout permis aux compositeurs de se créer une sémantique procédurale : non pas tant une musique qui ferait étalage de procédures appliquées sans se poser de questions, mais la stratégie du changement mise à l'ordre du jour, la composition comme détermination des phases de ce changement. En fait, l'aboutissement de ce que l'on dénomme aujourd'hui un processus compositionnel. Cette notion de processus a directement supplanté les autres notions de structuration de la musique : l'exemple le plus frappant est celui de la musique concrète. La musique concrète traite des objets musicaux, mais ces objets sonores, éléments architectoniques mis ensemble n'arrivent pas à définir une structure. Seule la composition lui fournit ce caractère « musical », et permet aux collages de bandes magnétiques et aux musiques concrètes/acousmatiques d'atteindre le statut d'œuvre créée.
Les règles écrites (ou théorie), parfois présentées comme des contraintes par les traités, sont, en fait pour le compositeur débutant, une aide précieuse pour éviter certaines platitudes ou lourdeurs. Les règles classiques interdisant la formation de quintes ou d'octaves consécutives entre deux parties. La transmission de ce savoir-faire est l'objet de la relation professeur - élève (semblable à une relation maître-disciple des studios).
Ces théories, même respectueuses de l'histoire, ne sont pas figées et évoluent avec le temps. Un exemple est la transformation des règles (théorie) du contrepoint qui se sont enrichies avec l'apparition du Jazz et dans le cadre plus général de la recherche contemporaine, les règles harmoniques ayant été réorganisée en 1949 par Arnold Schoenberg, puis transformée par d'autres théoriciens (Dallapiccola, Boucourechliev), jusqu’à l'abandon total de cette notion dans le cadre d'une écriture libre comme l’École de Darmstadt.

### Création et savoirs
La composition musicale, comme toute forme de création artistique qui nous ouvre à la connaissance, postule une traduction réfléchie d'un univers qui dépasse le niveau sensible. Elle est donc une réflexion sur le bien-fondé des relations entre diverses formes de représentations : son musical, matériau sonore d'une part (son, instrument, timbre, etc., mais aussi créations virtuelles d'espaces ou illusions auditives comme celle données par les clusters), création de l'œuvre d'autre part. Les connaissances dans ces domaines ne cessant d'évoluer, elles permettent aux compositeurs d'envisager de nouvelles formes d'appréhension du monde sonore, forme de palier d'escalier vers une « re-»construction musicale.
Dans un second temps, ce matériau appréhendé, la composition musicale se focalise sur certains points forts de la structure musicale, dans une direction fonctionnelle : comment peut « fonctionner » l'œuvre pour un auditeur ? Des psychologues, des créateurs et, depuis peu, des informaticiens ont essayé d'établir des réflexions communes au travers d'institutions spécialisées dans l'informatique musicale.
L'inspiration, comme dans les autres arts, permet de créer du neuf, de dégager le nouveau à partir de l'absent. L'imaginaire du compositeur s'étend à tous les domaines : dans les formes, les effets sonores, l'instrumentation, etc., toute audace qui rendra l'œuvre plus attrayante, permettra d'attirer l'auditeur de le surprendre ; la forme, par ses rappels de motifs permet de structurer l'audition, la mélodie par son unicité rend plausible la création etc.

## Création contemporaine
La musique contemporaine a su élaborer, à partir des connaissances apportées par l’acoustique musicale moderne, de nouveaux modèles de représentation de l'univers. Elle a donc joué par exemple de phénomènes limites entre la fusion et l’intégration (par exemple la mise en ensemble de petits postes radio dans la salle de concert captant des modulations déformées pour instaurer soit une idée de fusion soit une idée d'éloignement spatial). L'articulation syntaxique permet alors d’intégrer des textures sonores élargies (comme le montrait l'utilisation des coulisses de la salle pour former et montrer l'éloignement par Hector Berlioz). Ces modèles permettent une réception fonctionnelle, où l'auditeur attribue à des agrégats sonores une place dans la structuration de l'œuvre qui peut être jouée au centre des nouvelles salles et le public autour et non plus devant comme avant.
D’une dualité objets / structure, on est donc passé dans les années soixante à une dualité matériau / processus. La construction de l’œuvre s’effectue par émergence d'une complexité du propos qui peut utiliser le chaos, plus loin qu'une complication croissante. De la connaissance à la représentation, et du modèle à la création, les phases créatrices de cette construction s’élaborent souvent en connivence avec la technique (facture instrumentale, technologie électro-acoustique, informatique musicale, etc.).
D'autre part, le développement de l'intelligence artificielle a aussi été appliqué dans le domaine de la composition musicale. Par exemple, les travaux et outils développés par René-Louis Baron ou François Pachet repoussent les limites entre création humaine et création non humaine,.

## Commandes
Il arrive assez fréquemment que l'on demande à un musicien de composer « sur demande », pour une occasion, et/ou avec une source d'inspiration déjà trouvée (ex. : certains opéras au livret imposé, la plupart des œuvres religieuses de Bach, etc.). La composition, cependant, par son appartenance au mouvement de création artistique, ne saurait être provoquée. Les symphonies de Wolfgang Amadeus Mozart de 5 à 35, à de rares exceptions près, sont inconnues du public et peu jouées, car le jeune homme, en écrivant à rythme soutenu sur commande, a produit des morceaux auxquels les spécialistes jugent qu'il n'y a rien à reprocher quant à la qualité purement technique, mais dont l'habileté musicale et l'inspiration sont bien inférieures à celles des riches heures de création (les dernières symphonies, de 35 à 41). Néanmoins, le musicien peut aussi s'inspirer de sa propre musique et lui appliquer des techniques de composition ou même la recomposer entièrement, comme en témoignent par exemple les versions successives d'un morceau.
Par exemple, en 1782, Mozart se voit offrir une commande de 100 florins par le prince-archevêque de Salzbourg, Colloredo. Il compose alors trois symphonies, les n° 29, 30 et 31 en ré majeur. En fait, il s'agit plus d'une adaptation que d'une composition puisqu'il prend pour modèles trois sonates pour clavier qu'il a composées depuis sa jeunesse.

### Remarques sur le spectacle
Traditionnellement, le spectacle était donné par l'orchestre et les chœurs, depuis le XXe siècle le spectacle est dans la musique populaire la plus grande partie de l'œuvre. Le rapport entre l'image donnée à voir et le son s'est inscrit dans le cinéma et sa salle où se trouvait l'orgue d'improvisation musicale de l'ambiance. Cette manière de faire a été actuellement prolongée par la commande des bandes son des films qui peut être une partie du scénario dès leur conception (quelques cas de musique savante contemporaine).
Yann Tiersen a écrit certaines de ses œuvres sans rapport avec le film Le Fabuleux Destin d'Amélie Poulain et a été contacté alors que le tournage avait déjà commencé.
John Williams a écrit tous les thèmes de Harry Potter sans approcher les tournages ; ce sont des œuvres qu'il avait écrites mais pas créées (voir ci-dessous) et qu'il a choisi d'utiliser lorsqu'il a été contacté par l'équipe du premier film[réf. nécessaire].
Par glissement sémantique, le mot désigne parfois l'œuvre musicale proprement dite, mais il s'agit là d'une métonymie car elle n'en est que l'ébauche : l'œuvre musicale n'existerait pas sans l'interprète. La « création » d'une œuvre musicale (et non de la musique) ne désigne pas sa composition, mais sa première interprétation en public. En effet, c'est seulement à cet instant que la composition passe au statut d'œuvre.